# Esteve Molero i Olivella
Esteve Molero i Olivella (Vilafranca del Penedès, 12 de novembre de 1975) és compositor, trombonista i comunicador. Fill del periodista Eugeni Molero i Pujós.
Pel que fa a la seva formació, està llicenciat en comunicació audiovisual per la Universitat Pompeu Fabra de Barcelona (1997), graduat en Composició i Arranjaments de Jazz pel Conservatori de Rotterdam Codarts (2007) i format com a coach per l'Instituto Europeo de Coaching de Madrid (2014).
Com a comunicador ha estat guionista a Televisió de Catalunya, als programes com Sardana o Nydia i programes infantils del Club Súper 3. També ha estat codirector i guionista dels documentals Circ, cercle d'emocions (1999) i Andorra, del fardo al teleesquí (2000), amb Eduard Cornet. El curs 2012-13 va posar en marxa el primer grau universitari de composició musical a Espanya: Composició de Músiques Contemporànies (TAI - Universitat Rei Joan Carles) de Madrid, com a cap d'Àrea.

## Premis
- Medalla al Mèrit Musical de la Federació Sardanista de Catalunya (2011) per «la seva aportació a l'actualització de la música de cobla».[7]
- Premi Nacional Agustí Borgunyó de l'entitat Sabadell Més Música (2014) per «la creació de noves propostes, per la reinterpretació dels clàssics i per aportar una visió singular de la cobla».[8]
- Premi Recvll de Retrat Literari (2015) pel text «Manuel Rius, autor de música anònima».[9]